# Skyfire (gruppo musicale)
Gli Skyfire sono una band progressive death metal svedese, fondata a Höör nel 1995 dai chitarristi Andreas Edlund e Martin Hanner.

## Storia del gruppo
La band registra i due demo Within Reach e The Final Story. Al secondo demo partecipa il cantante Henrik Wenngren, che diventerà la voce definitiva del gruppo. Gli Skyfire si mettono in contatto con i Thyrfing che li aiuteranno a trovare l'etichetta discografica olandese Hammerheart Records. Nell'agosto del 2000, registrano il nuovo album intitolato Timeless Departure nella Abyss Studio. Nel settembre 2002 la band registra il suo secondo album Mind Revolution sempre nella Abyss Studio con il nuovo batterista Joakim Jonsson. Mind Revolution verrà distribuito nel 2003, esso dimostrerà che lo stile della band è in continua evoluzione, e che si dirama in diversi generi. Il nuovo album Spectral viene registrato a Los Angeles per essere poi pubblicato il 10 maggio 2004 dalla Arise Records.
Nel frattempo il cantante Henrik Wenngren lascia la band e viene sostituito da Joakim Karlsson.  Il 7 gennaio 2008 gli Skyfire annunciano nella pagina ufficiale di MySpace che hanno firmato un contratto con la Pivotal Rockordings, e che entreranno in studio per registrare il loro quarto album. Il 18 aprile del 2008 viene svelato il titolo del nuovo album Esoteric che uscirà nell'inverno 2009: la copertina è stata creata da Pär Olofsson, che aveva precedentemente lavorato con Brain Drill, Psycroptic, Spawn of Possession, e Persuader.

## Genere
La band ha mischiato melodic death metal, power metal, neo-classical metal, progressive metal e speed metal nella loro musica. Il gruppo infatti è influenzato maggiormente dalle correnti melodic death metal e speed power metal. Essi si possono definire molto simili ai Children Of Bodom anche se rispetto ad essi vanno meno sulle parti power e più sul melodico.

## Discografia
Album in studio
- 2001 - Timeless Departure
- 2003 - Mind Revolution
- 2004 - Spectral
- 2009 - Esoteric

Demo
- 1997 - Within Reach
- 1998 - The Final Story
- 2003 - Haunted By Shadows

EP
- 2009 - Fractal
- 2017 - Liberation in Death

## Formazione

### Formazione attuale
- Joakim Karlsson - voce
- Martin Hanner - basso, chitarra, tastiere
- Andreas Edlund - chitarra, tastiere
- Johan Reinholdz - chitarra
- Joakim Jonsson - batteria, chitarra

### Ex componenti
- Jonas Sjögren - basso (1995−2005)
- Tobias Björk - batteria (1995−2001)
- Henrik Wenngren - voce (1998−2007)
- Andreas Edlund − chitarra, sintetizzatore (1995−2015)